# Vetenskapsbok

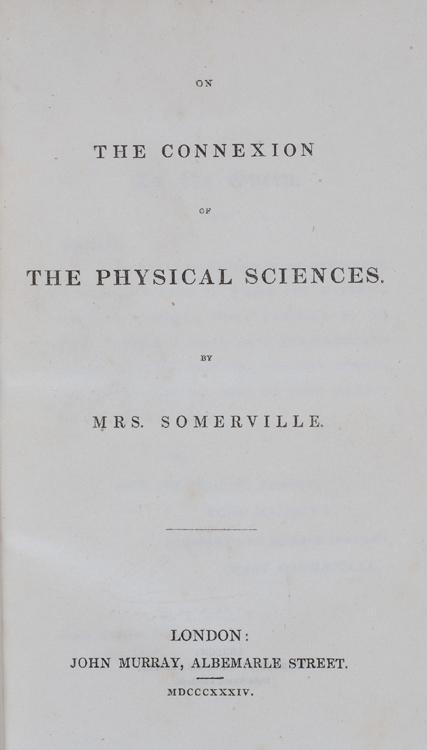
Titelsida till On The Connexion of the Physical Sciences (1834).

En vetenskapsbok är ett verk inom facklitteraturen som syftar till att förmedla vetenskaplig kunskap till en bredare allmänhet. Den är ofta författad av experter inom sitt område, såsom vetenskapsmän, forskare eller professorer, till exempel Stephen Hawking, författare till Kosmos: En kort historik. I vissa fall skrivs sådana böcker även av personer utan formell vetenskaplig bakgrund, som Bill Bryson, författare till En kortfattad historia över nästan allting.
Till skillnad från vetenskapliga artiklar, som riktar sig till en smal krets av specialister, är vetenskapsböcker i populärvetenskaplig form avsedda för läsare med allmänbildning snarare än akademisk expertis. För att göra komplexa ämnen tillgängliga krävs att författaren har förmåga att kombinera tydlig pedagogik med engagerande berättande. Inom Storbritannien är Royal Society Prizes for Science Books en av de mest ansedda utmärkelserna för denna typ av litteratur. I USA hade National Book Awards kortvarigt en kategori för vetenskaplig litteratur på 1960-talet, men nu har de bara de breda kategorierna skönlitteratur och facklitteratur.
Det finns många discipliner som är väl förklarade för lekmän genom vetenskapliga böcker. Några exempel inkluderar Carl Sagan om astronomi, Jared Diamond om geografi, Stephen Jay Gould och Richard Dawkins om evolutionär biologi, David Eagleman om neurovetenskap, Donald Norman om användbarhet och kognitiv psykologi, Steven Pinker, Noam Chomsky och Robert Ornstein om lingvistik och kognitiv vetenskap, Donald Johanson och Robert Ardrey om paleoantropologi, och Desmond Morris om zoologi och antropologi, och Fulvio Melia om svarta hål.
Rötterna till populärvetenskaplig litteratur kan spåras tillbaka till den didaktiska poesin från grekisk och romersk antiken. Under upplysningstiden skrevs många böcker som spred den nya vetenskapen till både experter och den utbildade allmänheten, men Mary Somervilles On the Connexion of the Physical Sciences (första upplagan 1834) var utan tvekan den första boken inom den moderna genren populärvetenskap.